# ليو لو
ليو لو (بالصينية المبسطة: 刘璐)‏ هي لاعبة كرة الريشة صينية، ولدت في 19 مارس 1977.

## وصلات خارجية
- ليو لو على موقع BWF.tournamentsoftware.com (الإنجليزية)
- ليو لو على موقع BWFbadminton.com (الإنجليزية)